# Marion Boyd (maîtresse)
Pour les articles homonymes, voir Marion Boyd et Boyd.
Marion Boyd (XVe siècle), connue aussi sous les prénoms de Margot ou Margaret, était la maîtresse du roi d'Écosse Jacques IV.
Ils eurent ensemble trois enfants :
- Alexandre Stuart (1493 – 9 septembre 1513), Évêque de Saint Andrews tué à Flodden Field ;
- James, mort jeune ;
- Catherine Stuart (vers 1494 – 1554), épouse de James Douglas, 3e comte de Morton

Marion Boyd était parente de Thomas Boyd, 1er comte d'Arran et nièce d'Élisabeth Boyd, seconde femme d'Archibald Douglas, 5e comte d'Angus. Ses relations avec le roi correspondent à la montée puis la perte d'influence du comte d'Angus.

## Source
- (en) Cet article est partiellement ou en totalité issu de l’article de Wikipédia en anglais intitulé « Marion Boyd (mistress) » (voir la liste des auteurs).